# St Mary's Bay (Kent)
Pour les articles homonymes, voir St Mary's Bay.
St Mary's Bay est une localité du Royaume-Uni située dans le comté du Kent, district de Folkestone and Hythe.